# 프랑수아 앙기에르

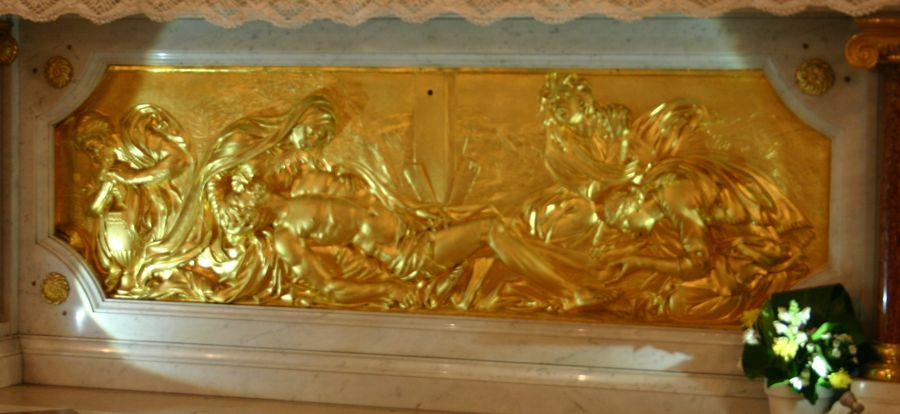
〈십자가에서 내려오심〉, 뤼에유말메종 생피에르생폴 교회 소장.

프랑수아 앙기에르(프랑스어: François Anguier, 1604년~1669년 8월 8일)는 17세기에 활동했던 프랑스의 조각가이다. 주로 교회에 배치되는 무덤 장식을 작업하였다.

## 생애
1604년 프랑스 왕국 북부 노르망디 (지금의 센마리팀주)에서 태어났다. 1621년 아브빌로 건너가 조각가 마르탱 카롱 (Martin Caron)의 공방에 취직했다. 1628년경 파리로 이주한 앙기에르는 조각가 시몽 길랭의 명에 따라 뤽상부르 공원 근처 카르멜회 교회의 제단 장식에 참여했다.
이후 잉글랜드 왕국으로 건너가 잠시 머무르던 앙기에르는 1641년 자신처럼 조각가로 활동하던 남동생 미셸 앙기에르와 함께 로마로 이주하여 알레산드로 알가르데와 프랑수아 뒤케누아의 공방에 합류하였다. 로마에 머무르면서 받은 교습으로 큰 영감을 받은 프랑수아 앙기에르는 베르니니보다 덜 과장되어 당대 프랑스인의 정서에 알맞는 바로크 양식을 만들어냈다.
1643년 프랑스로 돌아온 앙기에르는 물랭에서 형 미셸 앙기에르와 함께 몽모랑시 공작 앙리 2세의 무덤 장식을 작업하였다. 이후 수십년간의 활동 끝에 1669년 8월 8일 파리에서 사망했다.

## 작품

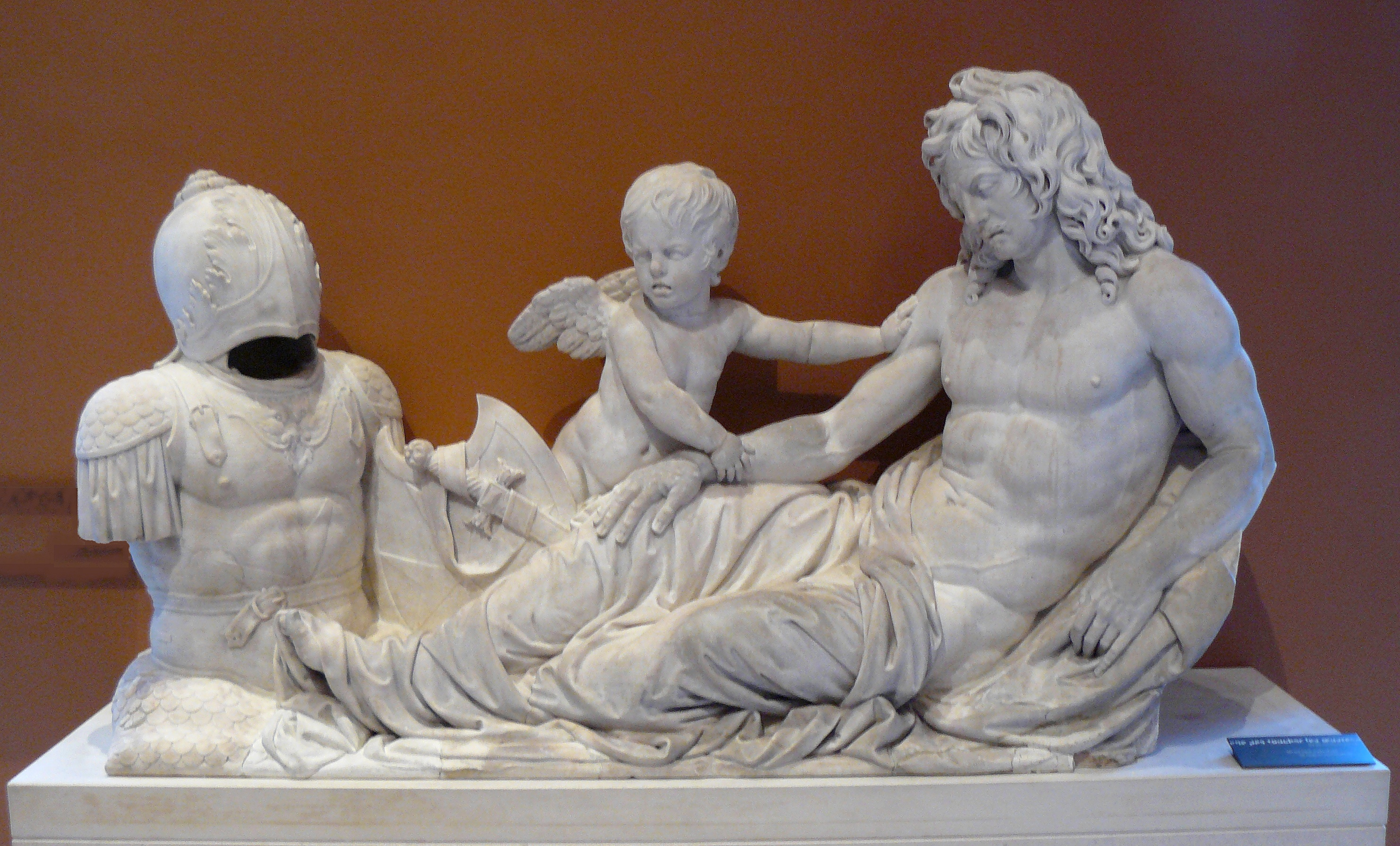
자크 드 수브레의 석관 조각

- 〈몽모랑시 공작 앙리 2세의 무덤〉 (1649년~1652년), 물랭의 라 비지타시옹 예배당 소재
- 〈오를레앙 공작 앙리 1세의 무덤 장식〉, 파리 루브르 박물관 소장
- 〈자크 드 수브레의 무덤 조각상〉, 파리 루브르 박물관 소장
  - 파리 루브르 박물관 소장 조각상을 위한 사전모형[1]
- 〈자크오귀스트 드 투의 무덤장식〉, 파리 루브르 박물관 소장
- 〈로앙 공작 앙리 드 샤보의 무덤 장식〉, 파리 셀레스탱 수도원 소재, 현 루브르 박물관 소장[2][3]
- 〈십자가에서 내려오심〉 (Déposition de croix, 1667년), 뤼에유말메종의 생피에르생폴 교회 제단 소재. 파리의 노트르담 뒤 발드그라스 교회의 장식으로 만들어졌던 것이다.
- 〈성찬〉 (Les Sacratifs, 1642년), 앙리 페를랑과의 합작, 파리 루브르 박물관 소장
- 〈병자〉 (La Maladie), 베르사유 국립 성 박물관 소장